# Il colore viola (film 1985)
Il colore viola (The Color Purple) è un film drammatico del 1985 diretto da Steven Spielberg, con protagonista Whoopi Goldberg. Del cast fanno parte anche Danny Glover, Margaret Avery e Oprah Winfrey.
Il film è incentrato sulla vita di alcune donne, e tratta soprattutto di argomenti come violenza domestica, abusi sessuali, incesto, razzismo e coraggio delle donne violentate. Il soggetto è liberamente tratto dall'omonimo romanzo di Alice Walker. Il suo riadattamento è uscito nel 2023.
Il film detiene il record per aver ricevuto 11 candidature ai Premi Oscar, pur non vincendo in nessuna categoria.

## Trama
Sud degli Stati Uniti, 1909. Celie Harris è una ragazzina nera di quattordici anni che, a seguito delle violenze subite dal padre, dà alla luce un bambino e una bambina che le vengono brutalmente strappati e dati in adozione subito dopo la nascita. Successivamente, il padre la costringe a sposare Albert Johnson (detto "Mister"), vedovo e padre di tre figli, che inizialmente voleva accasarsi con la sorella di Celie, Nettie. Egli accetta tuttavia il matrimonio con Celie, che maltratta picchiandola e umiliandola. Poco tempo dopo Nettie decide di scappare di casa per via delle molestie sessuali riservatele dal padre e chiede ospitalità alla sorella. Nettie è l'unica persona al mondo da cui Celie si senta amata e che ama profondamente a sua volta: la ragazza insegna a Celie a leggere e a scrivere ma, ben presto, si rende conto che il cognato le rivolge attenzioni morbose. Un giorno Albert tenta di prendere Nettie con la forza, ma quest'ultima reagisce e viene cacciata via: il dolore delle due sorelle nel doversi separare è immenso. Andandosene, Nettie promette più volte alla sorella che le scriverà e che solo la morte potrà impedirglielo.
1916. Celie, ormai divenuta adulta, non ha più avuto notizie da Nettie. Nel frattempo Harpo, figlio maggiore di Albert, ha intenzione di sposare Sofia, una ragazza fiera e risoluta, da sempre in lotta per affermare la sua uguaglianza come donna di colore. Nonostante il dissenso del futuro suocero, Sofia riesce a sposare Harpo e i due vanno a vivere in una casupola vicina a quella di Albert. Nella loro convivenza, a dominare è il sesso femminile, quindi Albert consiglia a Harpo di picchiare Sofia per ristabilire la sua autorità; il figlio, non convinto, chiede consiglio a Celie la quale, abituata alle continue prepotenze del marito, finisce per dargli lo stesso consiglio. Quindi egli si dirige da Sofia intenzionato a farsi valere in quel modo; questa, capite in anticipo le intenzioni del marito, gli fa un occhio nero.
Sofia litiga con Celie e questa non riesce proprio a capirne il motivo: lei ha continuamente subito abusi e maltrattamenti e non ha alcuna idea di cosa siano l'amore, l'affetto e l'amicizia. Ciononostante, Harpo e sua moglie si riappacificano temporaneamente, poiché, tra un litigio e l'altro, mettono al mondo un figlio; la famiglia si ingrandisce poi in fretta, finché Sofia non decide di andarsene portandosi via i quattro bambini e lasciando Harpo da solo. Nel frattempo nella contea arriva Shug Avery, cantante e ballerina nonché ex amante di Albert; questi la ospita senza alcun dissenso da parte della moglie, poiché Celie è molto ingenua e non ha idea di cosa sia in realtà un matrimonio. Shug è la figlia del pastore della contea ma non parla con suo padre da tanti anni: egli l'ha infatti diseredata considerandola una peccatrice libertina con figli sparsi ovunque.
1922. Harpo costruisce un "blues bar" sulle rive di un laghetto e fa esibire Shug Avery durante l'inaugurazione, riscuotendo molto successo. Sono presenti anche Albert e Celie: Shug cerca di farla sorridere dedicandole una canzone (Miss Celie's Blues). Ad un certo punto compare anche Sofia, che presenta il suo fidanzato, e non appena Harpo la vede, pur avendo anche lui un'amante, fa una scenata di gelosia che culmina in una rissa. Dopo un inizio burrascoso, tra Celie e Shug nasce una certa complicità, tanto che Celie le confessa di essere felice della sua presenza, anche e soprattutto perché quando Albert la ospita, per fare bella figura, non la picchia. Infatti, Celie dice a Shug che la picchia perché non è lei; arriva però il giorno in cui Shug decide di tornare a girovagare nelle sue azzardate tournée e seppur Celie, ormai fortemente legata a lei, voglia partire con lei per Memphis, non trova il coraggio di chiederglielo a causa dello sguardo severo di suo marito. È settembre e Celie rimane infine nuovamente sola.
Un giorno, mentre stanno facendo la spesa, Sofia e i suoi bambini incontrano il sindaco e sua moglie Miss Millie, una donna altezzosa e vuota, che le chiede prepotentemente di diventare la sua cameriera. Forte del suo orgoglio, Sofia rifiuta in modo colorito: la donna rimane di sasso, tanto da far avanzare nuovamente la sua proposta dal marito che però riceve la stessa identica risposta. Ricevuto uno schiaffo dal sindaco, la bellicosa Sofia risponde rifilandogli un pugno. Il risultato è la reclusione della donna in carcere per otto anni, ove viene picchiata e maltrattata.
1930. Sofia esce di galera per entrarne in una più atroce: viene costretta ad essere la nuova cameriera di Miss Millie. La detenzione in più ha annichilito Sofia: ingrigita, zoppa e con un occhio storto, ha perduto tutta la propria forza combattiva. Il giorno di Natale viene portata a casa sua per rivedere i suoi figli e la sua famiglia, ma, con la scusa di non sentirsi sicura nel tornare da sola in macchina, Miss Millie la strappa all'abbraccio dei suoi cari e la riporta con sé. Harpo, che negli anni si è preso cura dei figli, si sente in colpa per averla lasciata andare.
1936. Nella contea fa ritorno Shug, che nel frattempo si è sposata ed è benestante, che soggiorna col nuovo marito a casa di Albert dove ritrova la stessa Celie, maltrattata e sola. Un giorno Shug va a prendere la posta: tra le tante lettere ne trova una di Nettie e, approfittando dell'ubriachezza degli uomini al tavolo, la consegna a Celie: leggendola, la donna scopre che sua sorella è viva e sta bene, che risiede in Africa con Adam e Olivia (i figli nati dai rapporti con colui che credeva suo padre, ma che in realtà è il loro patrigno) e che insegna ai poveri bambini africani a leggere e scrivere. Approfittando della lontananza dei rispettivi mariti, Shug e Celie vanno alla ricerca delle lettere di Nettie e sotto un'asse di legno nella camera del marito ne trovano a decine. 
Di nascosto dal marito, Celie passa settimane intere a leggere le lettere di Nettie, che la informa del mondo esterno e della vita in Africa. La lettura delle lettere della sorella fa crescere in Celie la rabbia nei confronti di Albert e il desiderio di vendicarsi dei maltrattamenti subiti: così un giorno decide di ucciderlo con il rasoio mentre gli fa la barba (cosa che provò a fare anche da ragazzina), ma Shug riesce a fermarla giusto in tempo. Qualche giorno più tardi, nella tenuta si tiene una cena in cui sono presenti Albert e i suoi figli, Celie, Shug e suo marito, Harpo e la sua amante Squeak, Sofia e i suoi figli ed il padre di Albert, durante la quale Shug rivela ad Albert la sua intenzione di partire e di portare con sé a Memphis anche Celie. Di fronte all'ennesimo tentativo di trattenerla, Celie maledice il marito: tutto quello che le ha fatto ricadrà su di lui e tutto ciò che pensa si tramuterà in polvere. Il discorso risveglia l'animo ribelle di Squeak (il cui vero nome è in realtà Mary Agnes) che decide di partire a sua volta per tentare una carriera di cantante. Sofia si ridesta in quel momento dall'abulia di cui era preda, prende le redini della famiglia e ritorna a casa insieme ad Harpo.
1937. Il patrigno di Celie è morto: in tale occasione la donna scopre di aver ereditato dal suo vero padre il terreno, il negozio di sartoria e la casa dove abitava. Diventata proprietaria delle attività, Celie si mette in proprio e diventa finalmente una donna indipendente, mentre Shug, dopo tanti anni, riesce finalmente a riappacificarsi col padre, reverendo della contea dove hanno vissuto tutta la vita. Albert nel frattempo è rimasto solo: la casa ed egli stesso vanno in rovina, e così inizia a maturare in lui il pentimento per la cattiveria e la vera e propria disumanità nei confronti di Celie. L'occasione per redimersi giunge quando — trovata tra la posta una lettera dell'ufficio immigrazione statunitense in cui si chiede il rientro negli Stati Uniti di Nettie, Adam ed Olivia — mette segretamente a disposizione il proprio denaro per fare ricongiungere Celie alla sua famiglia. Con Albert che guarda da lontano la scena, le due sorelle si ricongiungono e Adam e Olivia finalmente incontrano la loro vera madre.

## Produzione

### Sviluppo
L'autrice del romanzo Alice Walker era inizialmente riluttante nel vendere i diritti cinematografici del suo romanzo, a causa della rappresentazione spesso ingiusta svolta da Hollywood dei personaggi femminili e afroamericani. Accettò l'offerta dei produttori esecutivi del film Jon Peters e Peter Guber solo dopo essersi consultata con degli amici, che pensavano che l'unico modo per accrescere la rappresentanza delle minoranze nella cultura di massa fosse lavorare all'interno del sistema.
Walker accettò a condizione che avrebbe lavorato come consulente nel progetto e che il 50% del team di produzione, compreso il cast, sarebbe stato composto da afroamericani, donne e asiatici.
Il celebre produttore discografico Quincy Jones, la cui unica precedente esperienza cinematografica era stata come compositore, lavorò come produttore esecutivo del film e fu lui a contattare Steven Spielberg per chiedergli di dirigere il film. Spielberg era inizialmente contrario ad accettare il lavoro, ritenendo che il film, per apparire il più realistico possibile, dovesse essere diretto da una persona nera. Walker, anch'ella inizialmente scettica, venne convinta da Spielberg dopo aver visto ET l'extra-terrestre, che amò. Spielberg alla fine accettò, ma rinunciò al suo solito stipendio di 15 milioni di dollari in cambio del "minimo sindacale" di 40.000 dollari.

### Sceneggiatura
Alice Walker scrisse una bozza iniziale della sceneggiatura, ma fu successivamente sostituita dallo scrittore olandese Menno Meyjes, a condizione che gli venisse data dall'autrice l'approvazione finale della sceneggiatura. Walker lavorò come sceneggiatrice non accreditata e istruì gli attori su come parlare il dialetto inglese afroamericano del sud.

### Cast
Come ha poi scritto nella sua autobiografia del 2024, Whoopi Goldberg inviò una lettera ad Alice Walker, su incoraggiamento di sua figlia dopo che quest'ultima lesse il romanzo e lo adorò. Goldberg, quando venne scelta per interpretare la protagonista del film, era conosciuta prevalentemente come attrice teatrale comica a Broadway. Perciò, poiché Whoopi era relativamente sconosciuta nel mainstream all'epoca, rimase scioccata nel ricevere una risposta dalla Walker, in cui quest'ultima le disse che Quincy Jones e Steven Spielberg la volevano come protagonista.
Oprah Winfrey invece non aveva mai recitato prima in vita sua, ma era una conduttrice radiofonica, e decise di recitare su insistenza di Quincy Jones.

### Riprese
Le riprese si sono svolte dal 5 giugno al 13 agosto 1985, prevalentemente in Carolina del Nord e agli Universal Studios di Los Angeles.

## Colonna sonora
La colonna sonora de Il colore viola è stata composta da Quincy Jones, e mescola elementi del jazz tipico degli anni '30, blues e gospel, includendo anche diverse canzoni popolari anni '20 e '30. Alla colonna sonora, accanto a Quincy, hanno lavorato Chris Boardman, Andraé Crouch, Jeremy Lubbock, Fred Steiner, Rod Temperton, Joel Rosenbaum e Caiphus Semenya.
La canzone principale del film, ovvero Miss Celie's Blues (Sister), scritta da Jones e dal grande Lionel Richie, è eseguita da Margaret Avery (nel ruolo di Shug), ed è stata candidata all'Oscar alla miglior canzone originale.

## Distribuzione
Il film è stato presentato in anteprima mondiale il 16 novembre 1985 a New York, nonché alla Festa del Cinema di Roma il 31 luglio 1986. Il film è stato anche proiettato fuori concorso al Festival di Cannes 1986.
Successivamente il film è uscito nelle sale cinematografiche statunitensi a partire dal 18 dicembre 1985, in distribuzione limitata. In Italia, è uscito in ampia distribuzione dal 19 settembre 1986.

## Accoglienza

### Incassi
Con un budget di circa 15 milioni di dollari, il film ha incassato oltre $ 98 milioni negli Stati Uniti, e raggiungendo i 142 milioni in tutto il mondo. In Italia, il film ha guadagnato 30 milioni di lire.

### Critica
Il film è stato acclamato quasi all'unanimità dalla critica cinematografica, oltre che dal pubblico.

Il grande critico Roger Ebert sul suo Chicago Sun-Times assegnò al film quattro stelle su quattro, definendolo "il miglior film dell'anno". Elogiò soprattutto l'interpretazione di Whoopi Goldberg, descrivendolo come "uno dei più sorprendenti debutti nella storia del cinema". Inoltre scrisse:
"Il mondo di Celie e degli altri personaggi è creato in modo così forzato in questo film che il loro angolo del Sud diventa uno di quei luoghi cinematografici irreali – come il mondo di Oz, come Tara, come Casablanca  – che rivendicano la propria geografia nella nostra immaginazione. L'affermazione della protagonista alla fine del film è così gioiosa che questo è uno dei pochi film da molto tempo che ispira lacrime di felicità."
La famosa critica cinematografica del New York Times Janet Maslin nella sua recensione del 18 dicembre 1985 ha affermato che le differenze presenti tra il romanzo d'origine e il film non siano sgradevoli, ma che al contrario:
"Steven Spielberg ha guardato il lato positivo del romanzo di Alice Walker, creando un adattamento grandioso. Infatti, se il libro è ambientato nell'atmosfera dura e povera della Georgia rurale, il film si svolge in un "paese delle meraviglie" accogliente, confortevole e pieno di fiori. [...] Il colore viola del signor Spielberg riesce ad avere uno slancio, un calore e una profondità unici.
Una delle pochissime critiche negative è arrivata da Variety, che ha giudicato il film "eccessivamente sentimentale", scrivendo che "ci sono alcune grandi scene e grandi interpretazioni in Il colore viola", ma che esso "non è un gran film."
Nel 2006, l'American Film Institute ha inserito il film al 51° posto nella sua lista dei 100 film migliori di sempre.

## Riconoscimenti
La pellicola detiene il record negativo, a pari merito con Due vite, una svolta di Herbert Ross del 1977, di nessun premio Oscar vinto in relazione alle nominations ottenute: ben 11.
- 1986 - Premio Oscar
  - Candidatura al miglior film a Steven Spielberg, Kathleen Kennedy, Frank Marshall e Quincy Jones
  - Candidatura alla miglior attrice protagonista a Whoopi Goldberg
  - Candidatura alla miglior attrice non protagonista a Margaret Avery
  - Candidatura alla miglior attrice non protagonista a Oprah Winfrey
  - Candidatura alla migliore sceneggiatura non originale a Menno Meyjes
  - Candidatura alla migliore fotografia a Allen Daviau
  - Candidatura alla migliore scenografia a J. Michael Riva, Bo Welch e Linda DeScenna
  - Candidatura ai migliori costumi a Aggie Guerard Rodgers
  - Candidatura al miglior trucco a Ken Chase
  - Candidatura alla miglior colonna sonora a Quincy Jones, Jeremy Lubbock, Rod Temperton, Caiphus Semenya, Andrae Crouch, Chris Boardman, Jorge Calandrelli, Joel Rosenbaum, Fred Steiner, Jack Hayes, Jerry Hey e Randy Kerber
  - Candidatura alla miglior canzone (Miss Celie's Blues (Sister)) a Quincy Jones, Rod Temperton e Lionel Richie
- 1986 - Golden Globe
  - Miglior attrice in un film drammatico a Whoopi Goldberg
  - Candidatura per il miglior film drammatico
  - Candidatura per la migliore regia a Steven Spielberg
  - Candidatura per la miglior attrice non protagonista a Oprah Winfrey
  - Candidatura per la miglior colonna sonora a Quincy Jones
- 1987 - Premio BAFTA
  - Candidatura per la migliore sceneggiatura non originale a Menno Meyjes
- 1986 - Kansas City Film Critics Circle Award
  - Migliore regia a Steven Spielberg
- 1985 - National Board of Review Award
  - Miglior film
  - Migliori dieci film
  - Miglior attrice protagonista a Whoopi Goldberg
- 1987 - Awards of the Japanese Academy
  - Candidatura per il miglior film straniero
- 1985 - Los Angeles Film Critics Association Award
  - Candidatura per la miglior attrice protagonista a Whoopi Goldberg
  - Candidatura per la miglior attrice non protagonista a Oprah Winfrey
  - Candidatura per il New Generation Award a Whoopi Goldberg
- 1987 - ASCAP Award
  - Top Box Office Films a Quincy Jones, Chris Boardman, Jorge Calandrelli, Andraé Crouch, Jack Hayes, Joel Rosenbaum, Fred Steiner e Rod Temperton
- 1986 - Artios Award
  - Miglior casting per un film drammatico a Reuben Cannon
- 1986 - DGA Award
  - Miglior regia a Steven Spielberg, Gerald R. Molen, Pat Kehoe, Richard A. Wells e Victoria E. Rhodes
- 1988 - NAACP Image Award
  - Miglior film
  - Miglior attrice protagonista a Whoopi Goldberg
- 1986 - WGA Award
  - Candidatura per la miglior sceneggiatura non originale a Menno Meyjes
- 2005 - Black Movie Awards
  - Classic Cinema Hall of Fame
- 1987 - Blue Ribbon Awards
  - Miglior film straniero a Steven Spielberg
- 1986 - British Society of Cinematographers
  - Candidatura per la miglior fotografia a Allen Daviau